# Za dobra stara vremena
Za dobra stara vremena je osmi studijski album sastava Novi fosili.

## Popis pjesama
A strana
1. "Sjeti se" - 3:24
(Rajko Dujmić, Momčilo Popadić)
2. "Momo, zašto plačeš" - 2:58
(Rajko Dujmić, Momčilo Popadić)
3. "Ma, nemoj" - 2:47
(Rajko Dujmić, Mario Mihaljević)
4. "Za dobra, stara vremena" - 3:52
(Rajko Dujmić, S. Aufiderzen)
5. "Boby No. 1" - 2:50
(Rajko Dujmić, Mario Mihaljević i Stevo Cvikić)

B strana
1. "Putuj sretno" - 2:36
(Rajko Dujmić, H. C. Stevo)
2. "Nani" - 2:47
(Rajko Dujmić, Mario Mihaljević)
3. "Lorena" - 3:32
(Rajko Dujmić, S. Aufiderzen)
4. "Do zadnjeg dinara" - 3:44
(Rajko Dujmić, Momčilo Popadić)
5. "Naš stari" - 2:52
(Rajko Dujmić, Momčilo Popadić)